# Arnold Strindberg
Arnold Strindberg, född 18 maj 1883 i Stockholm, död 27 januari 1946 i Norrköping, var en svensk kapten, disponent och marinmålare.
Han var son till direktören Arnold Gotthard Strindberg och Martha von Reis och gift första gången med Henriette Nielsen och andra gången från 1926 med gymnastikdirektören Kate Christenson. Han var kusinbarn till August Strindberg. Vid sidan av sitt borgerliga yrke var Strindberg verksam som konstnär. Tillsammans med Gunnar Widforss ställde han ut i Stockholm 1913 och han medverkade i ett flertal samlingsutställningar. Hans konst består till övervägande del av marinmålningar.